# Iunce
Iunce o Iunge (in greco antico: Ἴυγξ, Iynx) è una figura della mitologia greca, figlia di Pan e della ninfa Eco, sorella di Iambe.

## Il mito
Somministrò incautamente a Zeus un filtro amoroso che accese nel dio la passione per la mortale Io, figlia di Inaco (o, secondo altre versioni, per la stessa Iunce). Furiosa per il tradimento, Era si vendicò di Iunce trasformandola in torcicollo, volatile che da lei prese il nome e che, anticamente, era venerato per gli esorcismi amorosi. Secondo altre fonti, la dea tramutò Iunce in una statua di pietra.

### Fonti
- Suida, sub voce Ἴϋγξ.
- Scoli a Pindaro, Nemea, IV, 56.
- Scoli a Teocrito, II, 27.

### Moderna
- Robert Graves, I miti greci, Milano, Longanesi, ISBN 88-304-0923-5.
- Angela Cerinotti, Miti greci e di roma antica, Prato, Giunti, 2005, ISBN 88-09-04194-1.
- Anna Ferrari, Dizionario di mitologia, Litopres, UTET, 2006, ISBN 88-02-07481-X.
- Pierre Grimal, Enciclopedia della mitologia 2ª edizione, Brescia, Garzanti, 2005, ISBN 88-11-50482-1. Traduzione di Pier Antonio Borgheggiani